# Афродитовые
Афродитовые (лат. Aphroditidae) — семейство морских многощетинковых кольчатых червей из отряда Phyllodocida.
Крупные полихеты, достигают до 20 см в длину. Спинная сторона покрыта густым войлоком из очень тонких щетинок, которые переливаются всеми цветами радуги. Передвигаются медленно ползая по морскому дну. На спинной стороне этих полихет достаточно часто поселяются актинии, сипункулиды, иногда мшанки, которые им не мешают, а наоборот маскируют на дне и защищают от хищников.
Обитают в основном в субтропических и тропических морях.

## Классификация
В семействе Aphroditidae 7 современных родов с 109 видами и 1 ископаемый род:
- Aphrodita Linnaeus, 1758 (52 вида)
- Aphrogenia Kinberg, 1856 (4 вида)
- Hermionopsis Seidler, 1923 (1 вид)
- Heteraphrodita Pettibone, 1966 (2 вида)
- Laetmonice Kinberg, 1856 (31 вид)
- † Palaeoaphrodite Alessandrello & Teruzzi, 1986 (6 видов, юра — эоцен)
- Palmyra Savigny, 1818 (1 вид)
- Pontogenia Claparède, 1868 (18 видов)